# Hoét đá

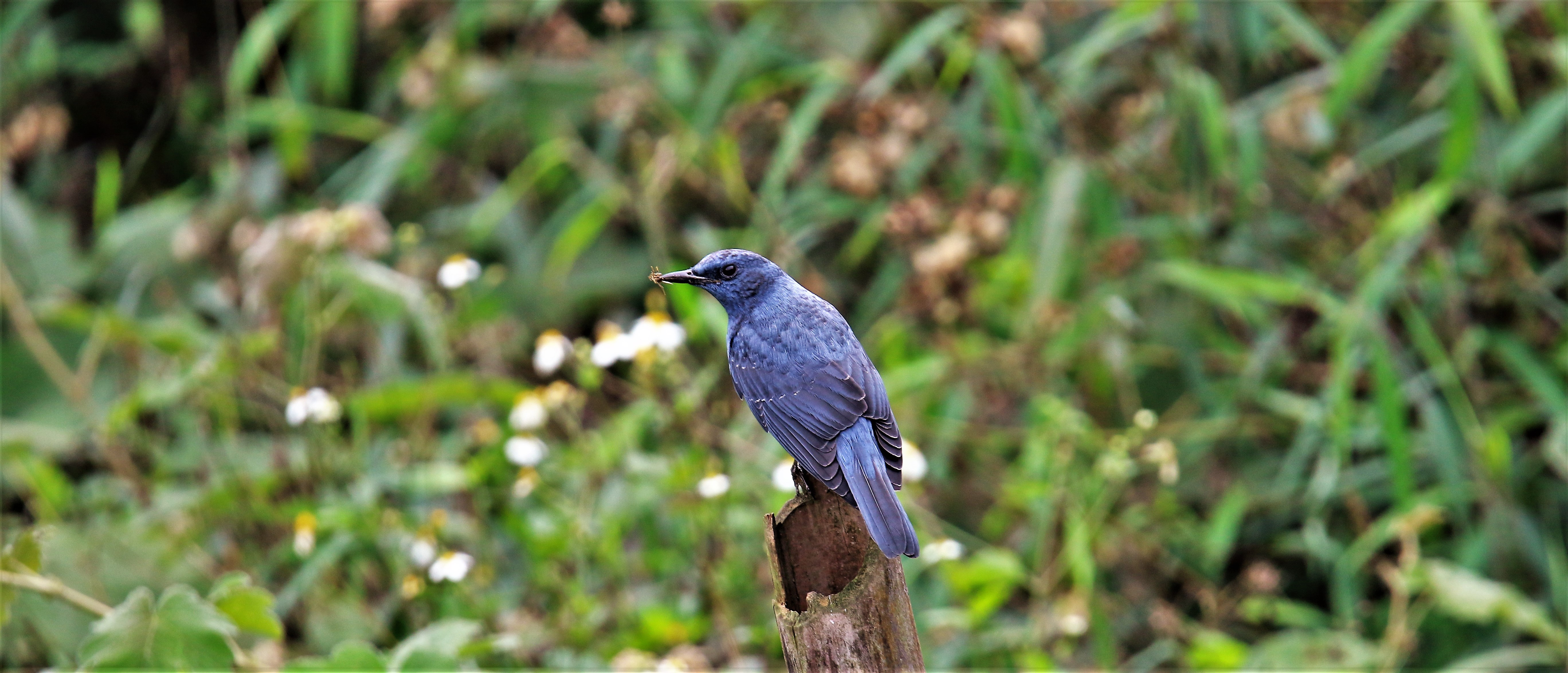
Hoét đá (đực)

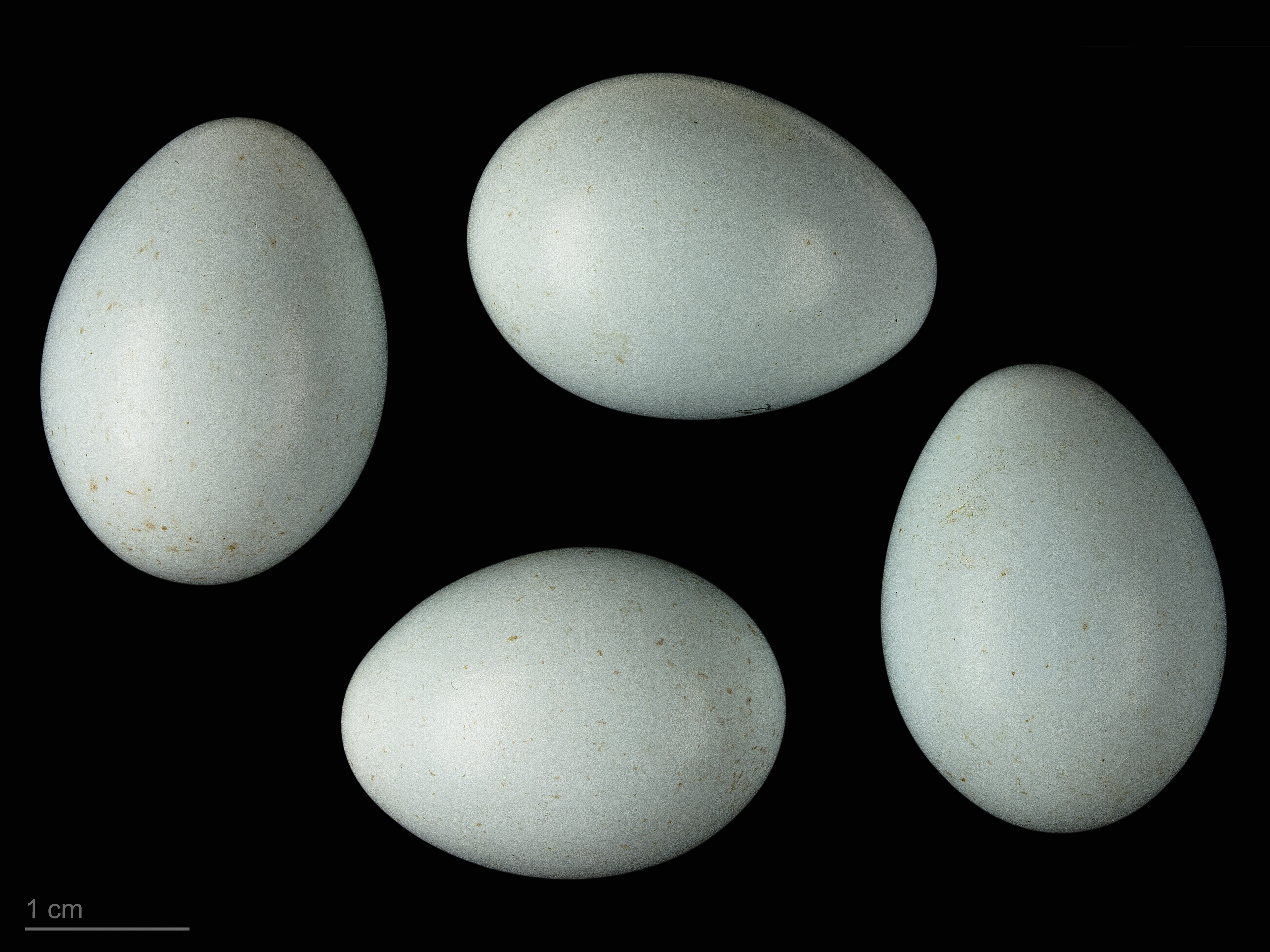
Monticola solitarius solitarius

Monticola solitarius là một loài chim trong họ Muscicapidae.
Loài chim này sinh sản ở miền nam châu Âu và tây bắc châu Phi, và từ Trung Á tới miền bắc Trung Quốc và Malaysia. Quần thể ở châu Âu, chim Bắc Phi và Đông Nam Á chủ yếu là những cá thể cư trú, ngoài việc di chuyển theo độ cao. Các quần thể tại các nước châu Á khác đang di cư nhiều hơn, trú đông ở tiểu vùng Sahara châu Phi, Ấn Độ và Đông Nam Á. Loài chim này là một loài vãnh lai rất không phổ biến đến phía Bắc và Tây Âu.